# Juan José García de Hevia
Juan José García de Hevia (La Grita, estado Táchira, Venezuela, 1762-Portachuelo, estado Mérida, 1809) fue alcalde de la Santa Hermandad y capitán general de la rebelión de los Comuneros de 1781.

## Biografía
Era hijo de Salvador García y de Juana María de Hevia. Desde muy joven (1781) fue nombrado administrador de la Renta del Tabaco de La Grita, donde poseía hatos y cultivos de esta planta. Anteriormente había sido alcalde de la Santa Hermandad y arrendatario de la renta del estanco de aguardiente.

## Movimiento Comunero
En mayo de 1781 encabezó un movimiento de protesta que estalló en la región andina venezolana contra la política fiscal del Gobierno español ejecutada por el intendente José de Ábalos. 
El movimiento se generalizó en lo que hoy es Táchira y Mérida, aquella rebelión pretendía llegar hasta Caracas, bajo el lema "Viva el Rey y muera el mal gobierno" avanzó por San Antonio, San Cristóbal, Táriba, Bailadores, Mérida, Mucuchíes y Timotes, confiscaron el dinero y el tabaco de las oficinas reales y desconocieron y apresaron a las autoridades, hasta que fuerzas militares enviadas desde Caracas y Maracaibo sometieron a los comuneros en la Mesa de Esnujaque a fines de octubre de ese año.
Juan José García de Hevia, fue perseguido por el imperio español, juzgado en ausencia y expropiado de todos sus bienes, el 31 de enero de 1783 el rey Carlos III concedió un indulto a casi todos los implicados, con excepción de García de Hevia.
Murió en el páramo El Portachuelo, cerca de La Grita, en 1809.